# Max Raub
Maximilian "Max" Raub, född den 13 april 1926 i Wien, död den 17 november 2019, var en österrikisk före detta kanotist.
Raub blev olympisk bronsmedaljör i K-2 1000 meter vid sommarspelen 1952 i Helsingfors.